# Довгиничі
Довги́ничі — село в Україні, в Овруцькій міській територіальній громаді Коростенського району Житомирської області. Розташоване за 12 км на південний захід від Овруча. Населення становить 81 особу (2001).

## Історія
До 1923 р. перебувало у складі Норинської волості. У 1633—1844 роках належало Корецькому жіночому монастирю. З 1845 року казенний маєток.
У 1800 — 99 жителів, 13 дворів; 1811—145 жителів, 20 дворів; 1840 — 84 жителя,
15 дворів; 1887—199 жителів; 1899—195 жителів, 33 двора; 1911—210 жителів,
36 дворів; 1923—224 жителя, 40 дворів; 1941—258 жителів, 56 дворів.
Поблизу села Довгиничі виявлено поселення доби пізнього палеоліту та неоліту, неолітичні майстерні крем'яних знарядь, могильники доби міді, а також городище, курганний могильник та скарб ювелірних прикрас часів Київської Русі.
До 13 квітня 2017 року село входило до складу Шоломківської сільської ради Овруцького району Житомирської області.